# One Shell Plaza
Le One Shell Plaza est un gratte-ciel de 218 mètres situé à Houston.
Il s'agit du siège de la Shell Oil Company.